# Arcipelago delle Berlengas
Arquipélago das Berlengas, o arcipelago delle Berlengas, è un arcipelago situato nell'Oceano Atlantico, a circa 15 km dalla città di Peniche, sulla costa del Portogallo.
Il sito è stato la prima area protetta del mondo. Infatti nel 1465 il re Afonso V (1438-1481) proibì la pratica di alcuna modalità di caccia nella Berlenga Grande. Nell'intenzione di preservare l'ecosistema e la biodiversità di questo arcipelago dalle caratteristiche così peculiari il 3 settembre 1981 fu creata la Riserva Naturale delle Berlengas.

## Geografia
Le isole sono composte di granito rosa ed hanno un'estensione totale di circa 80 ettari. L'arcipelago è composto da tre gruppi di isole:
- Berlenga Grande e Cerro da Velha
- Estelas
- Farilhões-Forcadas

## Storia
La formazione delle isole è risalente a 280 milioni di anni fa.

## Clima, fauna e flora
Il clima dell'arcipelago, frutto dell'influenza atlantica e mediterranea, e il suo isolamento hanno permesso lo svilupparsi di caratteristiche peculiari di flora e fauna, creando un ecosistema unico al mondo che è stato dichiarato riserva naturale.
Riguardo alla fauna sono di rilievo la lucertola di Bocage e la lucertola ocellata, quest'ultima minacciata dalle popolazioni di gabbiani, conigli europei e ratti neri. Tra le molte specie di uccelli, marini e non, che nidificano in punti isolati della costa, troviamo:
- l'uria (simbolo della riserva naturale delle Berlengas),
- il marangone dal ciuffo,
- il gabbiano reale nordico,
- lo zafferano,
- la berta maggiore,
- la procellaria di Harcourt.

È nel mare, comunque, la più grande ricchezza faunistica dell'arcipelago, in cui troviamo una pescosità impari rispetto a quella delle coste portoghesi.
Il numero di specie botaniche arriva approssimativamente a cento. Tra le specie che si adattarono all'aridità del suolo dovuta all'azione continua dei venti e alla elevata salinità, spiccano:
- l'Armeria berlengensis,
- l'Herniara berlengiana,
- la Pulicaria microcephala.